# Большая Берестовица
Больша́я Берестови́ца (бел. Вялікая Бераставіца, пол. Brzostowica Wielka, идиш וויאַליקייַאַ ביעראַסטאַוויצאַ‎) — городской посёлок в Гродненской области Беларуси. Административный центр Берестовицкого района. Расположен на реке Берестовичанка.
Численность населения — 5 647 человек (на 1 января 2025 года).
В 2006 году Большая Берестовица отметила 500-летие со дня основания.

## Геральдика
Герб и флаг учреждены Указом Президента Республики Беларусь от 17 июля 2006 года № 455 и зарегистрированы в Государственном геральдическом регистре Республики Беларусь 1 августа 2006 года № Б-86 и № Б-87.
Одобрены решением Берестовицкого районного исполнительного комитета от 24 мая 2004 года № 151 и решением Берестовицкого районного Совета депутатов от 3 июня 2004 года № 47.

## География
Городской посёлок Большая Берестовица находится на реке Берестовичанка в 55 км к юго-востоку от Гродно, в 10 км к северу от железнодорожной станции «Берестовица» Барановичского отделения Белорусской железной дороги в посёлке Пограничный (тупиковая линия Волковыск — Берестовица). Через посёлок проходит автодорога Р99 Барановичи — Гродно, прочие дороги ведут в Свислочь, Шиловичи и Старый Дворец. В 8 км к западу проходит граница с Польшей.

## История

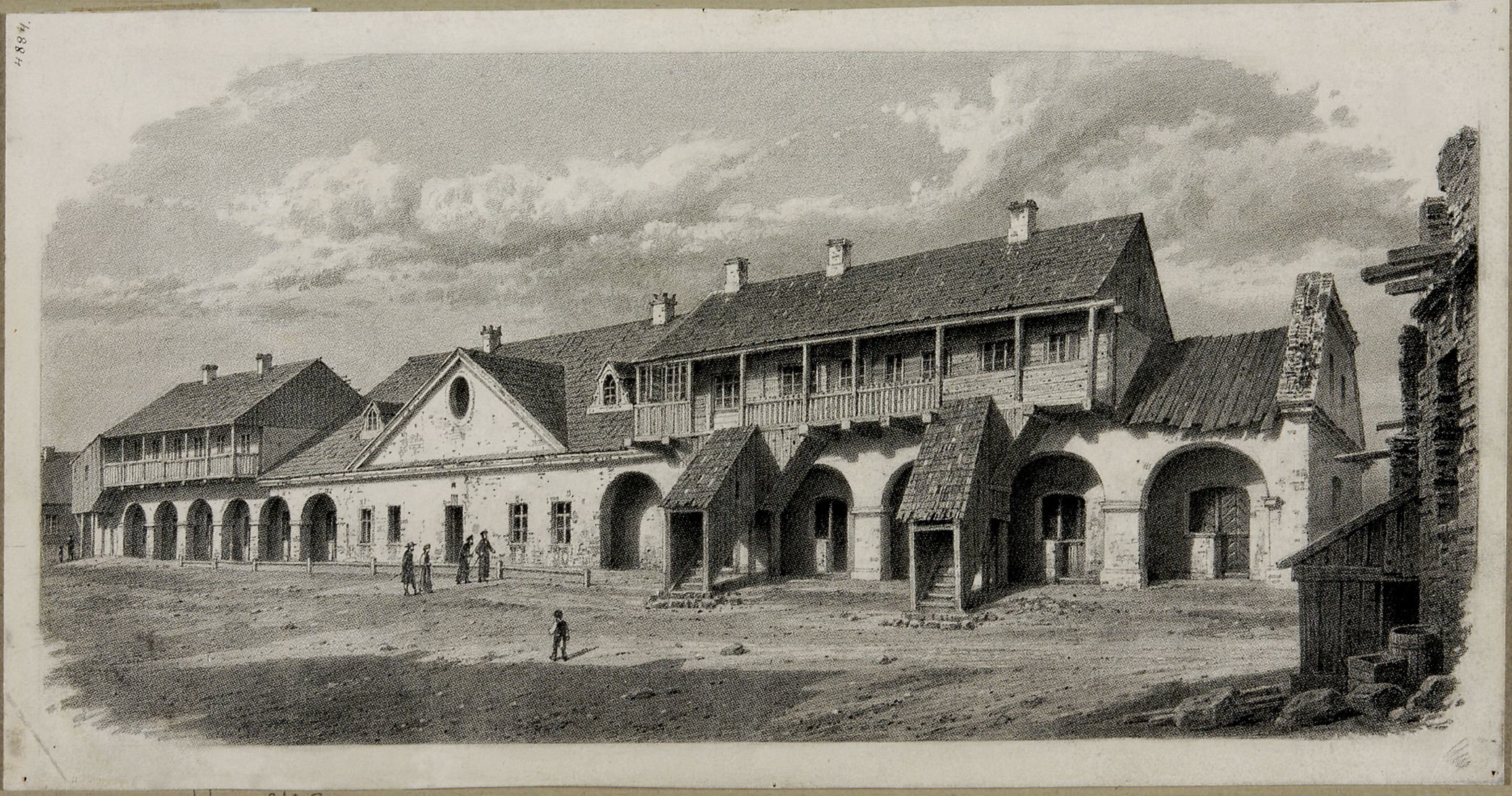
Берестовицкая ратуша (не сохранилась). Фото XIX века

Католический приход в Берестовице был создан в 1495 году. В 1506 году король польский и Великий князь литовский Александр Ягеллончик за заслуги перед родиной передал Берестовицу вместе с рядом других поместий Александру Ходкевичу, потомки которого владели имением ещё много лет. В 1549 году Григорий Ходкевич начал здесь строительство дворянской усадьбы.

На карте Томаша Маковского (1613 год) поселение обозначено как местечко. В XVI веке в Берестовице существовал деревянный костёл, который сгорел во время Ливонской войны. В 1615 году на средства Иеронима Ходкевича здесь был построен кармелитский монастырь и при нём деревянный храм, который в 1741 году был перестроен в камне и известен ныне как церковь Посещения Девы Марии.

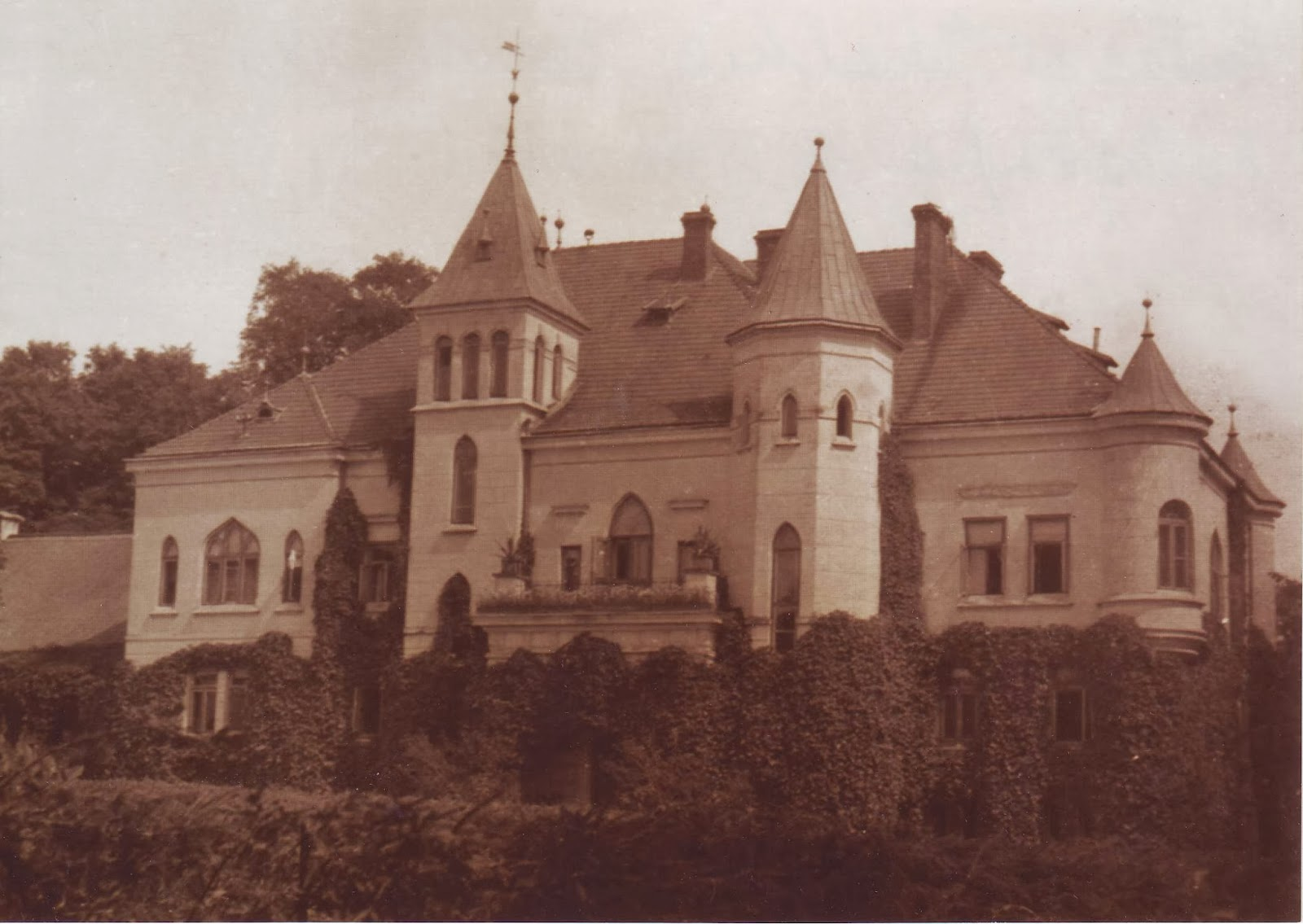
Дворец Коссаковских на фото начала XX века

В течение XVII—XVIII веков местность находилась во владении Мнишеков, Потоцких, Коссаковских. В XVIII веке при храме существовали госпиталь и церковная школа. В начале XVIII века в костёл Посещения Девы Марии была перенесена из Рудавы чудотворная икона Божьей Матери, судьба которой в настоящее время неизвестна. В 1754 году король и великий князь Август III даровал Берестовице маггдебургское право и герб с изображением белки в центре. Вскоре на торговой площади была сооружена ратуша.
19 сентября 1794 года в Берестовице в бою между отрядами царской армии с повстанцами Тадеуша Костюшко погибло более 250 повстанцев. Их преследование продолжалось до деревни Голынка. В том бою особо отличился командир эскадрона, майор, князь Пётр Багратион, будущий герой войны с Наполеоном в 1812 году. В результате третьего раздела Речи Посполитой (1795) Берестовица оказалась в составе Российской империи, в Гродненском уезде.

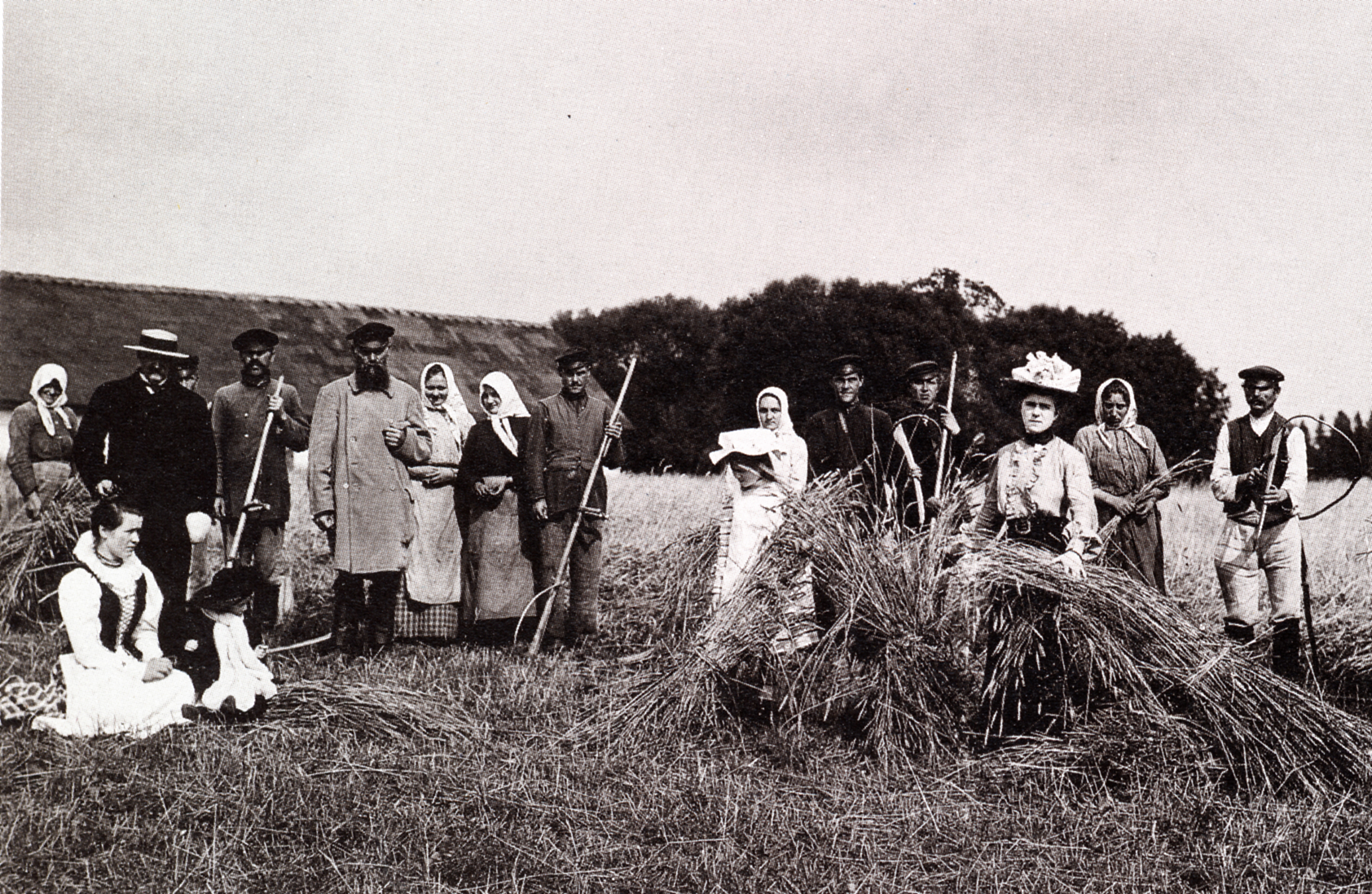
Земяне Коссаковские. Владелец села Большая Берестовица граф Станислав Казимир Косаковский (1837—1905) с семьей в окружении крестьян во время жатвы на графском поле (конец XIX — начало XX вв.). Граф стоит слева в белой шляпе, перед ним сидит на земле жена Софья Бовэр Сен-Клер с ребёнком, в центре держит сноп колосьев невестка Мария (жена сына Иосифа), последняя владелица поместья.

Жители городка принимали активное участие в восстании Кастуся Калиновского. Есть предположение, что первые номера газеты Мужицкая правда печатались в подвальных помещениях местного костёла. После подавления восстания 1863 года множество католических храмов на территории современной Белоруссии было передано православным, а католические монастыри были закрыты. Кармелитский монастырь в Большой Берестовице был также закрыт, а храм Посещения передан православным в 1866 году. Помимо того в 1868 году в местечке была построена ещё одна православная церковь, Святого Николая.
Католики многократно пытались добиться разрешения на строительство своего храма, но получили его только в начале XX века. Католическая церковь Преображения Господня в неоготическом стиле была построена в 1908—1912 годах на средства и по инициативе владельца имения графа Коссаковского. Коссаковские построили в XIX веке в имении каменную усадьбу, которая была полностью разрушена во Вторую мировую войну.
В период Первой мировой войны посёлок занимали немецкие войска, позже — поляки и большевики. По Рижскому мирному договору (1921 года) Большая Берестовица попала в состав межвоенной Польской Республики, принадлежала Гродненскому повету Белостокского воеводства.
18 сентября 1939 в посёлке прошли антипольские погромы. С 1939 года Большая Берестовица в составе БССР. В годы Второй мировой войны с июня 1941 до 17 июля 1944 посёлок находился под немецкой оккупацией. С 20 сентября 1944 года — районный центр Гродненской области.
В 1947 году Большая Берестовица получила статус посёлка городского типа. В 1969 году здесь было 2,9 тысяч жителей, в 1992 — около 7 тысяч жителей, в 2009 — 5720 жителей.
Храм Преображения был в 1965 году закрыт, здание переоборудовано под склад. В 1989 году возвращён Католической церкви, в 1990 году отреставрирован.
20 октября 1995 года административные единицы Берестовицкий район и посёлок Большая Берестовица, имеющие общий административный центр, объединены в одну административную единицу — Берестовицкий район.

## Население
Численность населения — 5 647 человек (на 1 января 2025 года).
| Численность населения:                                                                          |
| Графики недоступны из-за технических проблем. См. информацию на Фабрикаторе и на mediawiki.org. |

| Год            | 1959  | 1970   | 1979   | 1989   | 2006   | 2018   | 2019   | 2023   | 2025   |
| -------------- | ----- | ------ | ------ | ------ | ------ | ------ | ------ | ------ | ------ |
| Население чел. | 2 473 | ▲2 786 | ▲4 191 | ▲5 115 | ▲5 721 | ▼5 667 | ▲5 744 | ▲5 665 | ▼5 647 |

## Медицина
Имеется поселковая больница.

## Культура
- Дом культуры

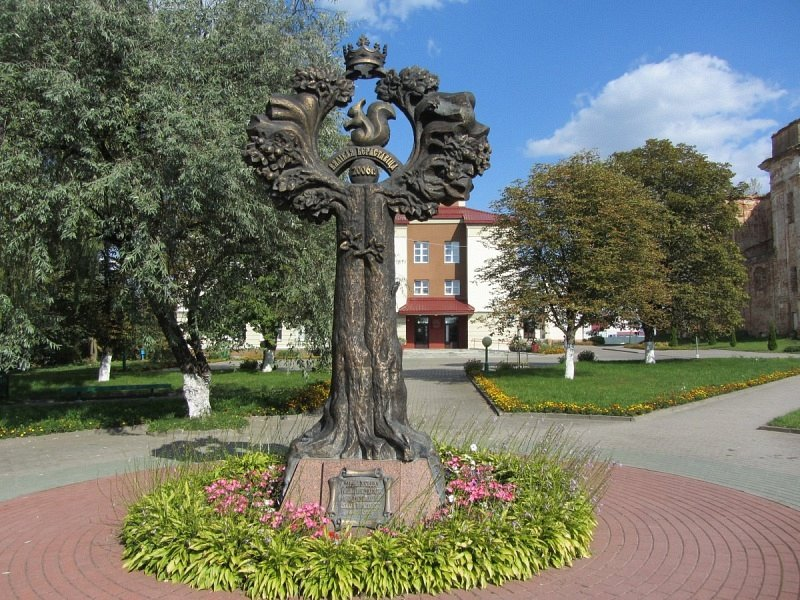
Памятник в честь 500-летия основания города — Древо жизни

- Центр культуры и народного творчества
- Музей Белки

## События и мероприятия

### События
- В 2006 году Большая Берестовица отметила 500-летие со дня основания. Филателистическая выставка «Берестовица-500»[21].
- 17 мая 2023 года Большая Берестовица приняла эстафету вдоль государственной границы, посвящённую 105-летию пограничной службы Беларуси[22].

### Мероприятия
- В октябре 2022 года в Большой Берестовице прошли областные «Дажынкi».

## Достопримечательности
- Историческая застройка (конец ХІХ — нач. XX веков; фрагменты).
- Костёл Посещения Пресвятой Девы Марии. Построен в 1615 году на средства Иеронима Ходкевича (по другим данным в 1741 году). Фрагменты костёла бывшего монастыря кармелитов на Ратушной площади —  Историко-культурная ценность Республики Беларусь, шифр 412Г000078.
- Костёл Преображения Господня. Построен в 1912 году в неоготическом стиле.  Историко-культурная ценность Республики Беларусь, шифр 412Г000683.
- Свято-Николаевская церковь, 1867 год.
- «Заезжий двор» — деревянный дом, расположенный на улице Красноармейской, 10, был построен в первой половине XIX века. Используется как жилой дом.
- Братская могила на Ратушной площади —  Историко-культурная ценность Республики Беларусь, шифр 413Д000080.
- Кладбище старое католическое, часовни.
- Усадьба Коссаковских (XVIII в.).

### Памятник, скульптура
- Памятник В. И. Ленину
- Мемориал Славы
- Бронзовая скульптурная композиция «Древо жизни» высотой свыше четырёх метров (2006). Установлена к 500-летию посёлка.
- Памятный знак «Землякам-ликвидаторам» (26.04.2019). Памятный знак в форме медали «Участник ликвидации последствий аварии ЧАЭС» размещён в сквере имени 500-летия Берестовицы, рядом с пересечением улиц Гастелло и Ленина.

### Утраченное наследие
- Дворец Коссаковских (XIX в.)

## Галерея

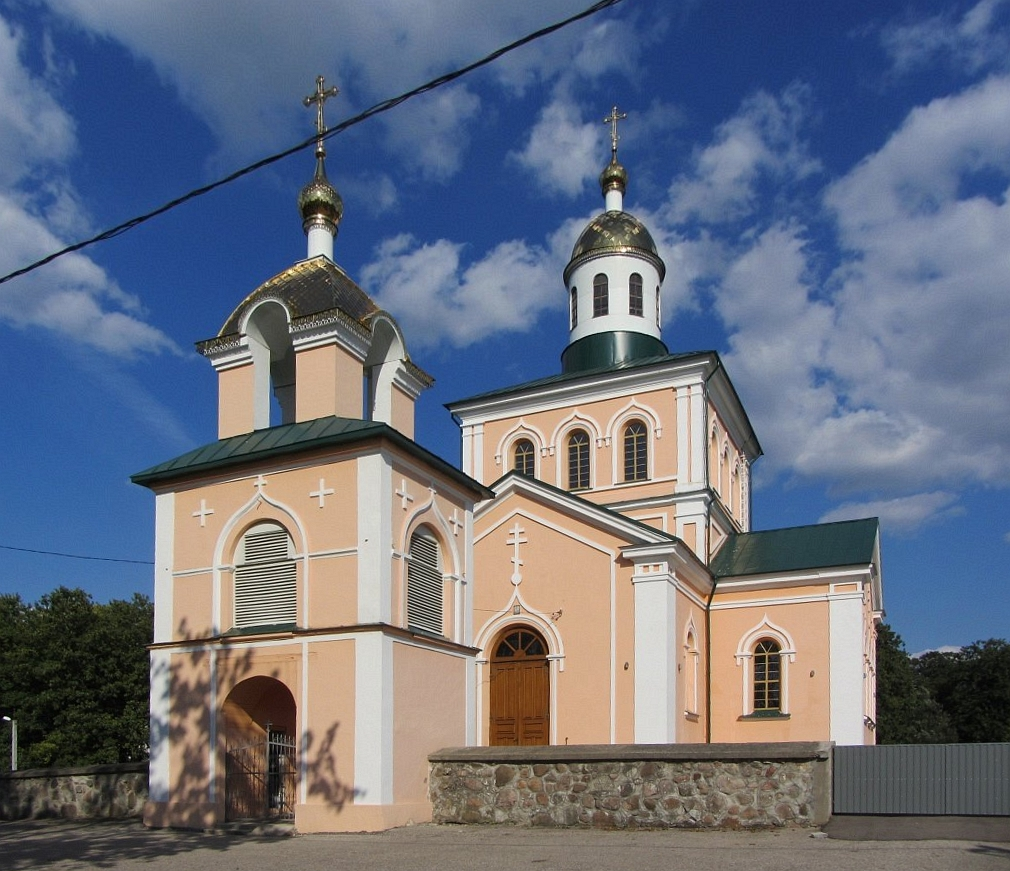
Свято-Николаевская церковь
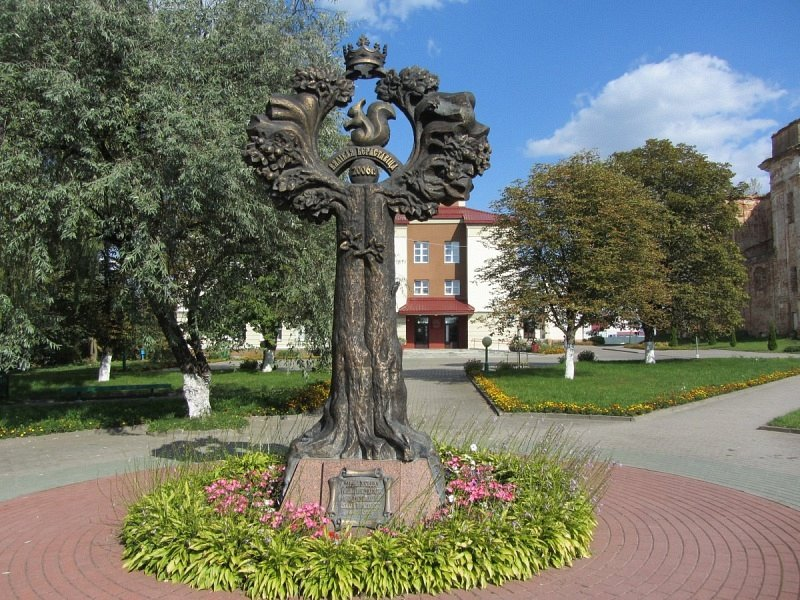
Памятник в честь 500-летия основания города - Древо жизни
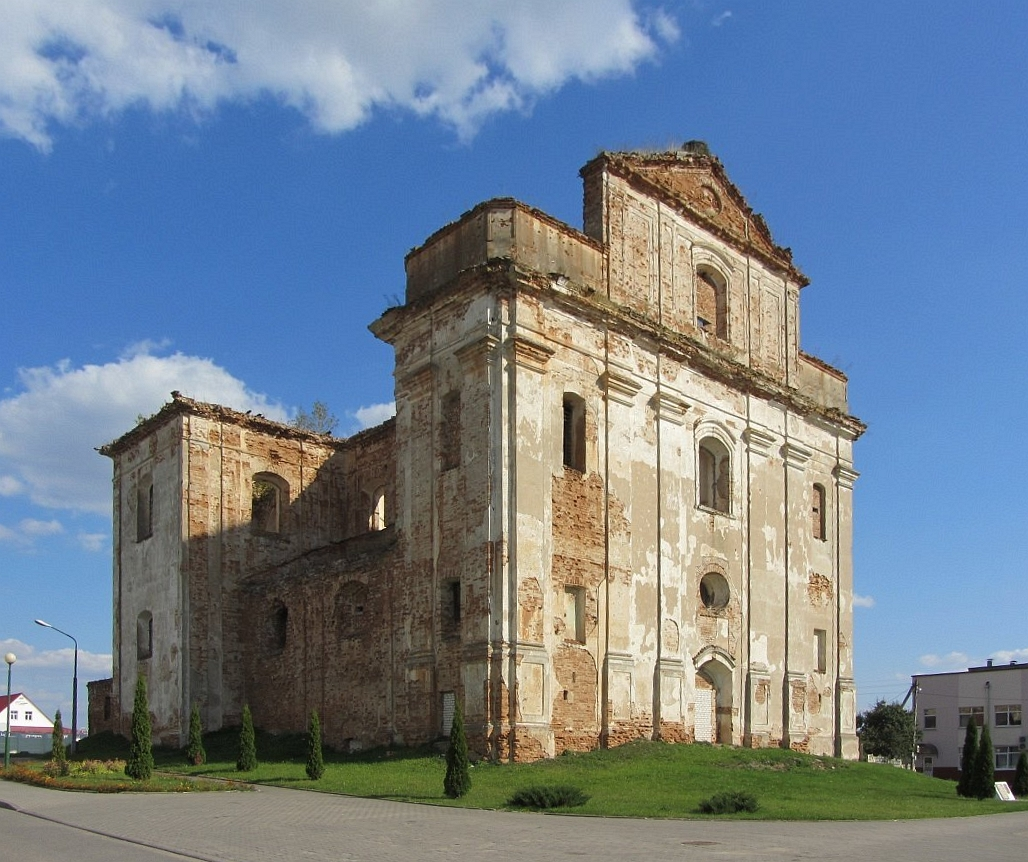
Костёл Посещения Пресвятой Девы Марии
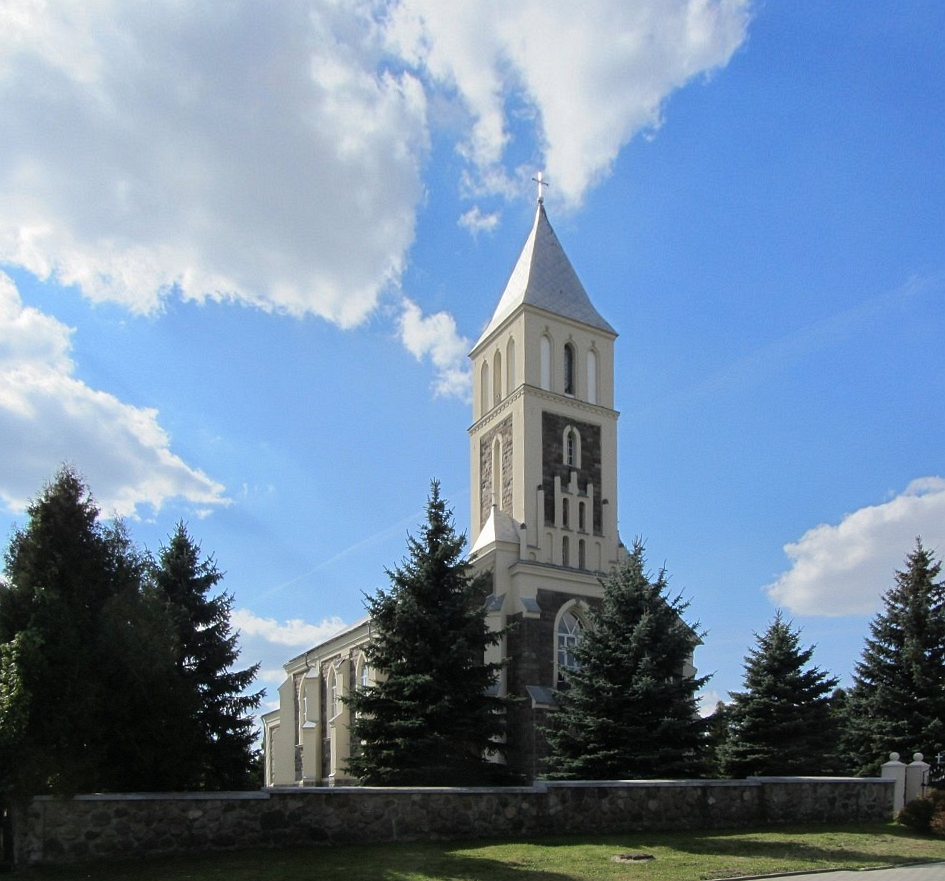
Костёл Преображения Господня
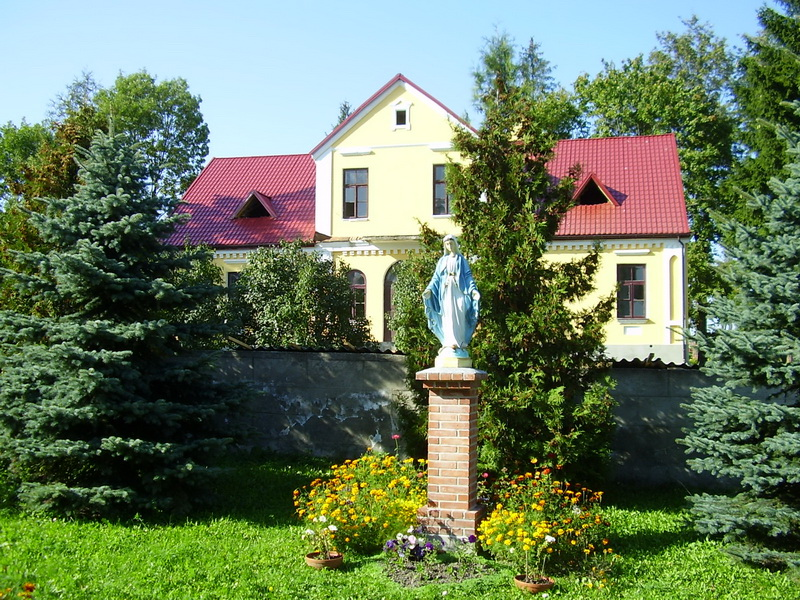
Плебания
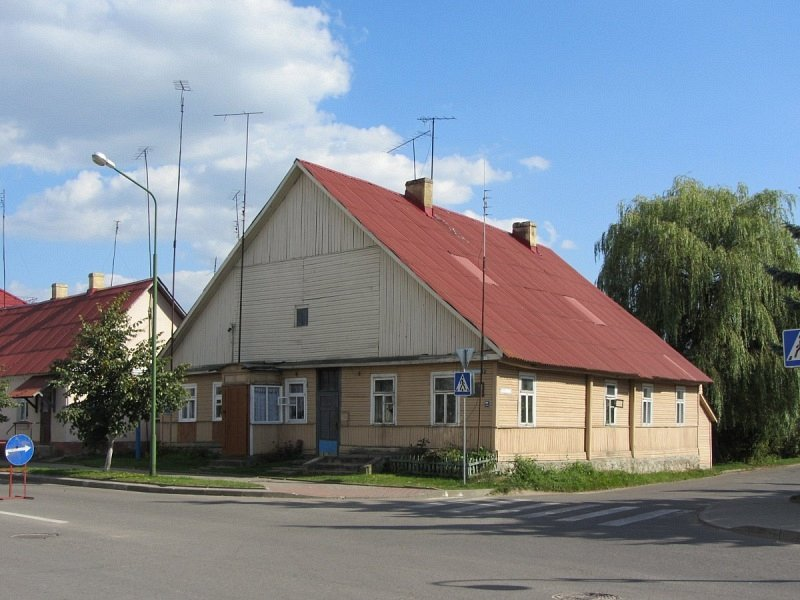
«Заезжий двор»
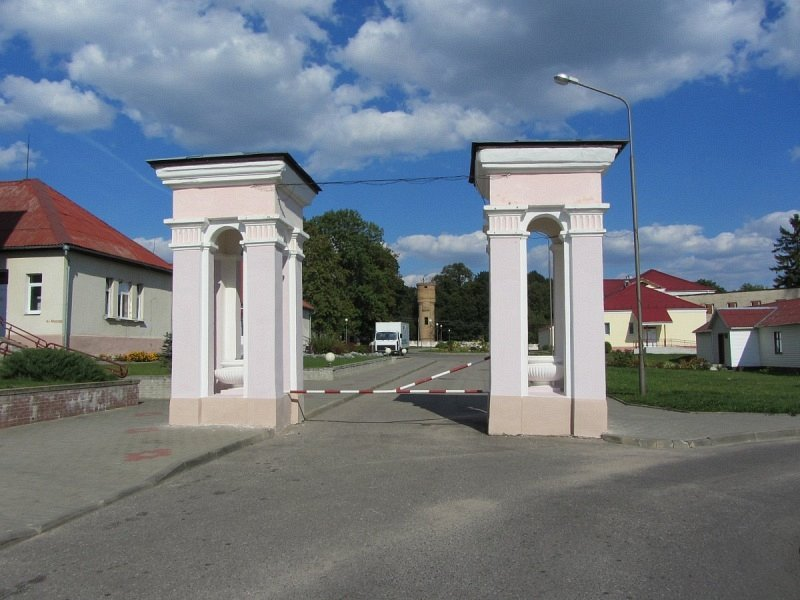
Брама усадьбы
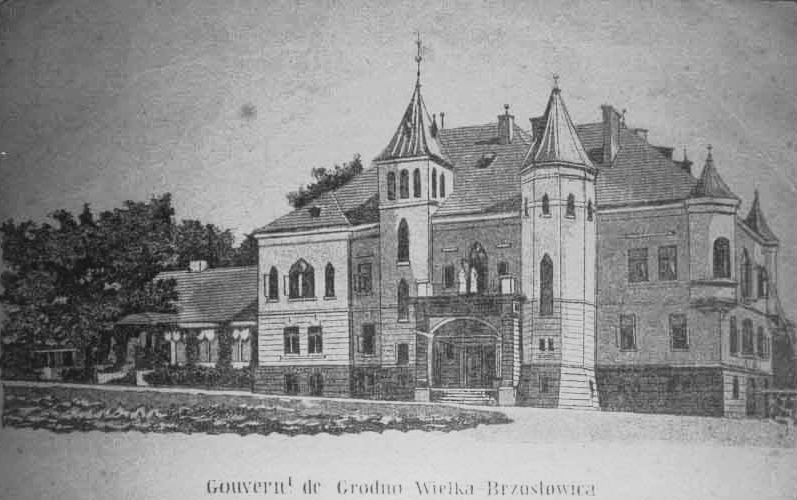
Дворец Коссаковских
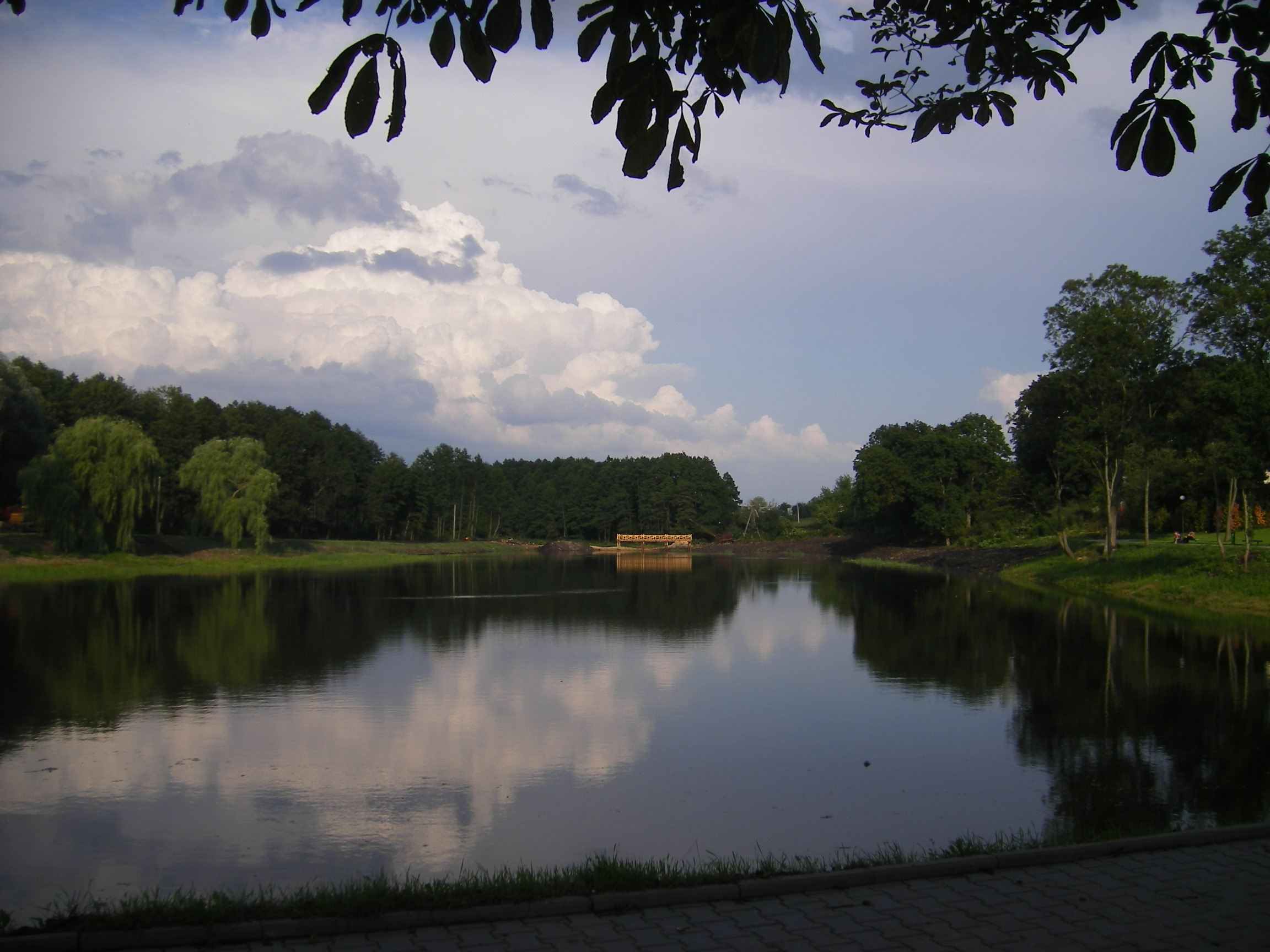
Озеро в центре
Площадь
Площадь
Площадь
Панорама
Панорама
Панорама
Здание исполкома
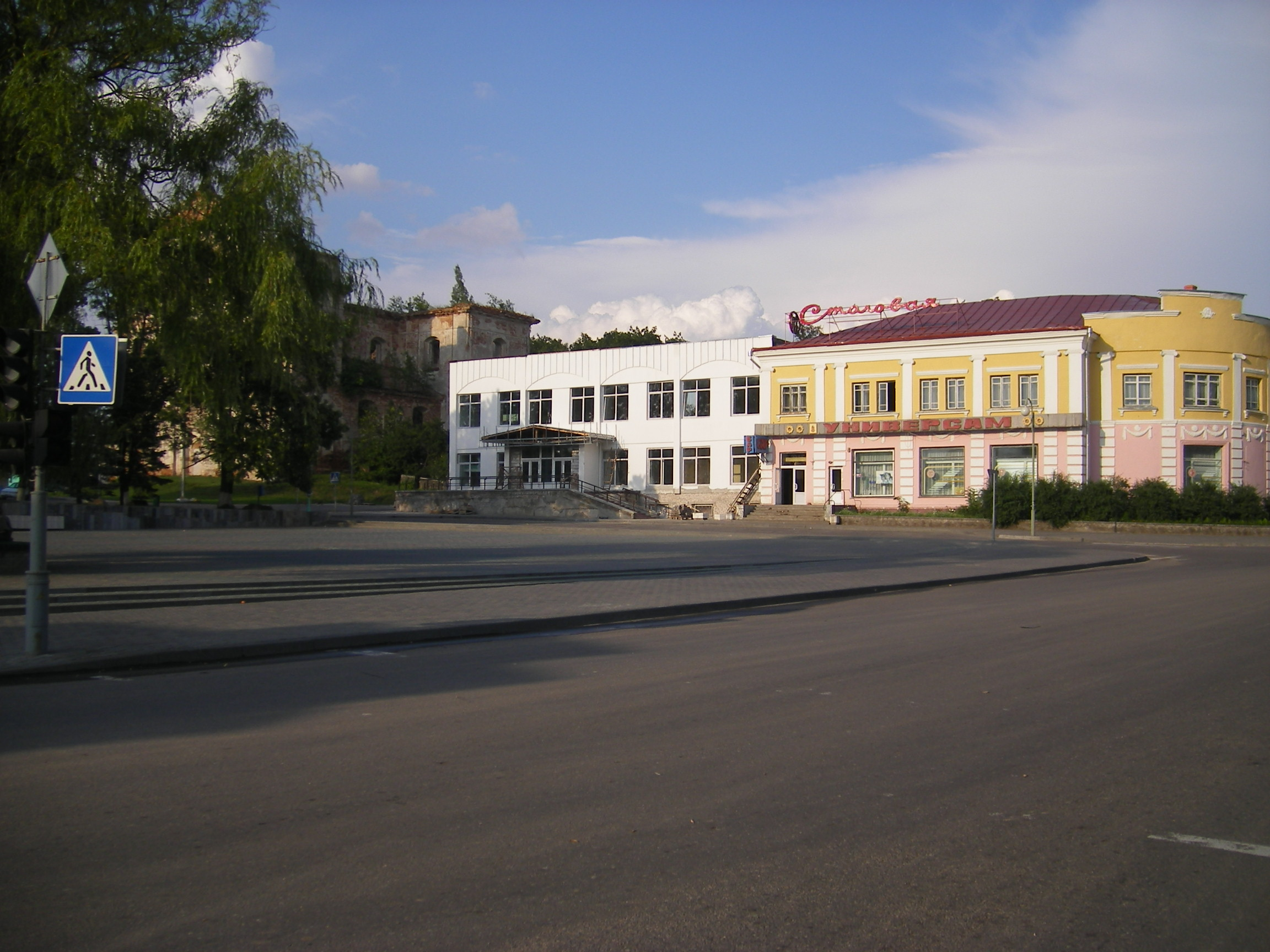
Панорама

## Туристическая инфраструктура
Основной центр туристических услуг вынесен в агрогородок Пограничный, где построен гостиничный комплекс «Константин». Комплекс расположен в двух километрах от границы с Республикой Польша у международного пункта пропуска Берестовица — Бобровники. В посёлке работает гостиница.
Географическое положение Большой Берестовицы таково, что через городской поселок проходит путь многих международных туристических маршрутов: сказывается наличие в районе международного пункта пропуска Берестовица — Бобровники.

## СМИ
Издаётся «Бераставіцкая газета».

## В литературе
Книги «Память. Берестовицкий район» и «Вялікая Бераставіца і яе ваколіцы».

## Известные лица
На Берестовитчине часто бывал известный представитель рода Ходкевичей, военачальник, прославившийся своими победами в войне Речи Посполитой со Швецией и Турцией, Великий гетман Великого княжества Литовского Ян Кароль Ходкевич, завещавший в 1621 году похоронить своё сердце в саркофаге в усыпальнице местного костёла.
В 1863 году настоятель костёла Игнатий Козловский и землемер, поэт-демократ Феликс Ражанский, коренные жители Берестовицы, принимали активное участие в издании газеты «Мужыцкая праўда». После разгрома восстания Кастуся Калиновского оба были заочно приговорены к смертной казни.
Также с Берестовитчиной связано начало революционной деятельности Сергея Притыцкого.